# Marcio Nunes
Marcio Fernando Nunes (Campo Mourão, 4 de março de 1966) é um engenheiro agrônomo e político brasileiro filiado ao Partido Social Democrático (PSD). Foi vice-prefeito de Campo Mourão e atualmente é deputado estadual no Paraná.
Foi reeleito à Assembleia Legislativa do Paraná (ALEP) em 2018. Com a eleição de Ratinho Júnior (PSD) ao governo do estado, Nunes foi anunciado como secretário do Desenvolvimento Sustentável e do Turismo do Paraná.
Em 2022, foi reeleito à (ALEP) com 126.006 votos. Com a reeleição de Ratinho Júnior (PSD) ao governo, Nunes foi anunciado como secretário do Turismo do Paraná.